# آدم بينتر
آدم بينتر (بالمجرية: Pintér Ádám)‏ (مواليد 12 يونيو 1988) هو لاعب كرة قدم. يلعب مع منتخب المجر لكرة القدم. سبق له أن لعب في بطولة أمم أوروبا لكرة القدم 2016 مع منتخب بلاده.

## روابط خارجية
- آدم بينتر على موقع الاتحاد الأوربي (الإنجليزية)
- آدم بينتر على موقع قاعدة بيانات كرة القدم.إي يو (الإنجليزية)
- آدم بينتر على موقع ناشيونال فوتبول تيمز (الإنجليزية)
- آدم بينتر على موقع Soccerbase.com (لاعب) (الإنجليزية)
- آدم بينتر على موقع Soccerway.com (الإنجليزية)
- آدم بينتر على موقع عالم كرة القدم.نت (الإنجليزية)
- آدم بينتر على موقع AS.com (الإسبانية)